# Neumarkt an der Ybbs
Neumarkt an der Ybbs är en köpingskommun i förbundslandet Niederösterreich i Österrike. Kommunen ligger i distriktet Melk och har 2 120 invånare (2024).
Kommunen består av fem orter (Ortschaften) (inom parentes invånarantal 1 januari 2024):
- Kemmelbach (469)
- Neumarkt an der Ybbs (1 347)
- Waasen (181)
- Winden (31)
- Wolfsberg (92)